# Litauen i olympiska vinterspelen 1928
Litauen deltog vid olympiska vinterspelen allra första gången vid olympiska vinterspelen 1928 i St Moritz, Schweiz. Den enda representanten var Kęstutis Bulota som deltog i hastighetsåkning på skridskor. 
| Gren         | Plats (deltagande) | Tid     | Vinnartid |
| ------------ | ------------------ | ------- | --------- |
| 500 meter    | 28 (33)            | 50.1    | 43.4      |
| 1 500 meter  | 25 (29)            | 2:40.9  | 2:21.1    |
| 5 000 meter  | 25 (32)            | 9:49.8  | 8:50.5    |
| 10 000 meter | 5 (7)              | 20:22.2 | 18:36.5   |